# Gao Lian (Dramatiker)
Gao Lian (chinesisch 高濂, Pinyin Gāo Lián, geb. ca. 1527; gest. 1603) war ein Autor von Theaterstücken und enzyklopädischen Werken zur Zeit der Ming-Dynastie. Insbesondere seine enzyklopädischen Werke geben Ausschluss über die materielle und ästhetische Kultur (Gärten, Tee, Zierpflanzen) des 17. Jahrhunderts in China.

## Leben
Gao Lian wurde in Qiantang (錢塘), dem heutigen Hangzhou (杭州) in der Provinz Zhejiang, in eine reiche Familie geboren und schrieb bereits von jungen Jahren an Theaterstücke, Gedichte und Romane. Eine Zeit lang arbeitete er am Honglusi 鴻臚寺 (Court of Diplomatic Receptions) in der Hauptstadt Beijing, zog sich jedoch nach 1575 an den Westsee in Hangzhou zurück.
In jungen Jahren litt Gao Lian an schwerer Krankheit und machte sich Sorgen über seine Gesundheit. Dies nahm er zum Anlass, um Bücher zu medizinischen Themen zu sammeln. So konnte Gao Lian später eine Augenerkrankung selbst behandeln und kurieren.
In seinen enzyklopädischen Werken scheint durch, dass Gao Lian in seinem Leben und seinem Denken sowohl konfuzianische als auch daoistische und buddhistische Elemente verband. Er ist daher auch ein Beispiel für die Vorstellung, dass diese drei Lehren miteinander kompatibel sind – eine Vorstellung, die gegen Ende der Ming-Zeit im Trend lag.

## Werke
Zu Gao Lians bekanntesten Theaterstücken zählen „Die Jade-Haarnadel“ Yuzuanji 玉簪記 und Jiexiaoji 節孝記. Er publizierte außerdem mehrere Bücherverzeichnisse seiner Bibliothek. Sein wichtigstes Werk ist jedoch die Enzyklopädie „Acht Abhandlungen über das gesunde Leben“ (Zunsheng Bajian 遵生八笺).

### „Acht Abhandlungen über das gesunde Leben“ (Zunsheng Bajian遵生八笺)
Es wurde zuerst 1591 veröffentlicht und im 17. Jahrhundert mehrmals nachgedruckt. Während der Qing-Dynastie wurde es in die kaiserliche Büchersammlung Siku Quanshu aufgenommen. Gao Lian behandelt umfassend die psychische und geistige Gesundheit des Menschen. Das Buch besteht aus 19 Bänden (juan 卷), die in acht Themengebiete unterteilt sind:
1. Über die besten Methoden der reinen Selbstkultivierung (Qingxiu miaolun jian 清脩妙論箋; Band 1–2): Spricht über die grundlegende Hygiene, wie sie aus älteren Werken des Gelben Kaisers und Laozis überliefert ist.

2. Über das Leben in Harmonie mit den vier Jahreszeiten (Sishi tiaoshe jian 四時調攝箋; Band 3–6): Behandelt auf die jeweilige Jahreszeit abgestimmte Ernährungsvorschläge.
3. Über Ruhe und Zufriedenheit im alltäglichen Leben (Qiju anle jian 起居安樂箋; Band 7–8): Handelt davon, wie die Architektur und Einrichtung von Häusern die Gesundheit beeinflussen.
4. Über das Verlängern des Lebens und die Vermeidung von Krankheiten (Yannian quebing jian 延年卻病箋; Band 9–10): Lebensverlängernde Maßnahmen, beispielsweise die „Aufnahme von qi“ (fuqi 服氣) und Gymnastik (daoyin 導引).
5. Über Essen und Trinken (Yinzhuan fushi jian 飲饌服食箋; Band 11–13): Berichtet wird unter anderem über die richtige Zubereitung und Verwendung von Tee, Wasser, Suppe, Zhou (粥), vegetarische Gerichte, Gärungsverfahren (niangzao 酿造) sowie über Herstellungsverfahren für Arzneimittel (fazhi yaopin 法制藥品).
6. Über das reine Vergnügen an der Freizeit (Yanxian qingshang jian 燕閒清賞箋; Band 14–16): Behandelt Freizeitbeschäftigungen wie Kunstsammeln oder Zierblumen.
7. Über geheime Medizin (Lingdan miyao jian 靈秘丹藥箋; Band 17–18): Alchemie und Pharmakologie.
8. Über Reisen außerhalb der Welt der Sterblichen (Chenwai xiahu jian 塵外遐舉笺; Band 19): Enthält Erzählungen über Unsterbliche und daoistische Meister aus der chinesischen Vergangenheit.